# Чемпіонат Європи з футболу 2016 (кваліфікаційний раунд, група F)
Матчі Групи F кваліфікаційного раунду Євро-2016 тривали з вересня 2014 по жовтень 2015. Путівки на турнір здобули збірні Північної Ірландії та Румунії, а збірній Угорщини необхідно зіграти в матчах плей-оф для можливості участі в Євро.
| М  | Команда           | І  | В | Н | П | МЗ | МП | РМ  | О  |
| -- | ----------------- | -- | - | - | - | -- | -- | --- | -- |
| 1. | Північна Ірландія | 10 | 6 | 3 | 1 | 16 | 8  | +8  | 21 |
| 2. | Румунія           | 10 | 5 | 5 | 0 | 11 | 2  | +9  | 20 |
| 3. | Угорщина          | 10 | 4 | 4 | 2 | 11 | 9  | +2  | 16 |
| 4. | Фінляндія         | 10 | 3 | 3 | 4 | 9  | 10 | −1  | 12 |
| 5. | Фарерські острови | 10 | 2 | 0 | 8 | 6  | 17 | −11 | 6  |
| 6. | Греція            | 10 | 1 | 3 | 6 | 7  | 14 | −7  | 6  |

## Матчі
| 7 вересня 2014 18:00 (18:00 UTC+2) |

| Угорщина    | 1 – 2           | Північна Ірландія           |
| ----------- | --------------- | --------------------------- |
| Прішкін 75' | Протокол(англ.) | Макгінн 81' К. Лафферті 88' |

| Групама Арена, Будапешт Глядачів: 20 672 Арбітр: Деніц Айтекін (Німеччина) |

| 7 вересня 2014 20:45 (19:45 UTC+1) |

| Фарерські острови | 1 – 3           | Фінляндія                      |
| ----------------- | --------------- | ------------------------------ |
| Гольст 41'        | Протокол(англ.) | Ріскі 53', 78' Р. Єременко 82' |

| Торсволлюр, Торсгавн Глядачів: 3 330 Арбітр: Сімон Лі Еванс (Уельс) |

| 7 вересня 2014 20:45 (21:45 UTC+3) |

| Греція | 0 – 1           | Румунія           |
| ------ | --------------- | ----------------- |
|        | Протокол(англ.) | Маріка 10' (пен.) |

| Караїскакіс, Пірей Глядачів: 0 Арбітр: Марк Клаттенбург (Англія) |

| 11 жовтня 2014 18:00 (19:00 UTC+3) |

| Румунія     | 1 – 1           | Угорщина    |
| ----------- | --------------- | ----------- |
| Русеску 45' | Протокол(англ.) | Джуджак 82' |

| Національний стадіон, Бухарест Глядачів: 54 000 Арбітр: Вільям Каллам (Шотландія) |

| 11 жовтня 2014 20:45 (21:45 UTC+3) |

| Фінляндія | 1 – 1           | Греція      |
| --------- | --------------- | ----------- |
| Хурме 55' | Протокол(англ.) | Кареліс 24' |

| Олімпійський стадіон, Гельсінкі Глядачів: 26 548 Арбітр: Давід Фернандес Борбалан (Іспанія) |

| 11 жовтня 2014 20:45 (19:45 UTC+1) |

| Північна Ірландія         | 2 – 0           | Фарерські острови |
| ------------------------- | --------------- | ----------------- |
| МакОлі 6' К. Лафферті 20' | Протокол(англ.) |                   |

| Віндзор Парк, Белфаст Глядачів: 10 500 Арбітр: Алон Єфет (Ізраїль) |

| 14 жовтня 2014 20:45 (19:45 UTC+1) |

| Фарерські острови | 0 – 1           | Угорщина  |
| ----------------- | --------------- | --------- |
|                   | Протокол(англ.) | Салаї 21' |

| Торсволлюр, Торсгавн Глядачів: 2 000 Арбітр: Олексій Кульбаков (Білорусь) |

| 14 жовтня 2014 20:45 (21:45 UTC+3) |

| Фінляндія | 0 – 2           | Румунія         |
| --------- | --------------- | --------------- |
|           | Протокол(англ.) | Станку 54', 83' |

| Олімпійський стадіон, Гельсінкі Глядачів: 19 408 Арбітр: Паоло Тальявенто (Італія) |

| 14 жовтня 2014 20:45 (21:45 UTC+3) |

| Греція | 0 – 2           | Північна Ірландія       |
| ------ | --------------- | ----------------------- |
|        | Протокол(англ.) | Вард 9' К. Лафферті 51' |

| Караїскакіс, Пірей Глядачів: 24 000 Арбітр: Стефан Ланнуа (Франція) |

| 14 листопада 2014 20:45 (21:45 UTC+2) |

| Греція | 0 – 1           | Фарерські острови |
| ------ | --------------- | ----------------- |
|        | Протокол(англ.) | Едмундссон 61'    |

| Караїскакіс, Пірей Глядачів: 16 821 Арбітр: Нікола Ріццолі (Італія) |

| 14 листопада 2014 20:45 (20:45 UTC+1) |

| Угорщина | 1 – 0           | Фінляндія |
| -------- | --------------- | --------- |
| Гера 84' | Протокол(англ.) |           |

| Групама Арена, Будапешт Арбітр: Клеман Тюрпен (Франція) |

| 14 листопада 2014 20:45 (21:45 UTC+2) |

| Румунія       | 2 – 0           | Північна Ірландія |
| ------------- | --------------- | ----------------- |
| Папп 74', 79' | Протокол(англ.) |                   |

| Національний стадіон, Бухарест Глядачів: 40 000 Арбітр: Йонас Ерікссон (Швеція) |

| 29 березня 2015 18:00 (17:00 UTC+1) |

| Північна Ірландія    | 2 – 1           | Фінляндія   |
| -------------------- | --------------- | ----------- |
| К. Лафферті 33', 38' | Протокол(англ.) | Садік 90+1' |

| Віндзор Парк, Белфаст Глядачів: 10 264 Арбітр: Шимон Марциняк (Польща) |

| 29 березня 2015 18:00 (19:00 UTC+3) |

| Румунія    | 1 – 0           | Фарерські острови |
| ---------- | --------------- | ----------------- |
| Кешеру 21' | Протокол(англ.) |                   |

| Стадіон ім. Іліє Оане, Плоєшті Глядачів: 13 898 Арбітр: Артур Соареш Діаш (Португалія) |

| 29 березня 2015 20:45 (20:45 UTC+2) |

| Угорщина | 0 – 0           | Греція |
| -------- | --------------- | ------ |
|          | Протокол(англ.) |        |

| Групама Арена, Будапешт Глядачів: 22 000 Арбітр: Сергій Карасьов (Росія) |

| 13 червня 2015 18:00 (19:00 UTC+3) |

| Фінляндія | 0 – 1           | Угорщина   |
| --------- | --------------- | ---------- |
|           | Протокол(англ.) | Штібер 82' |

| Олімпійський стадіон, Гельсінкі Арбітр: Матей Юг (Словенія) |

| 13 червня 2015 20:45 (19:45 UTC+1) |

| Фарерські острови         | 2 – 1           | Греція             |
| ------------------------- | --------------- | ------------------ |
| Ганссон 32' Б. Ольсен 70' | Протокол(англ.) | Папастатопулос 84' |

| Торсволлюр, Торсгавн Арбітр: Том Гаральд Гаген (Норвегія) |

| 13 червня 2015 20:45 (19:45 UTC+1) |

| Північна Ірландія | 0 – 0           | Румунія |
| ----------------- | --------------- | ------- |
|                   | Протокол(англ.) |         |

| Віндзор Парк, Белфаст Арбітр: Карлос Веласко Карбальйо (Іспанія) |

| 4 вересня 2015 20:45 (19:45 UTC+1) |

| Фарерські острови | 1 – 3           | Північна Ірландія            |
| ----------------- | --------------- | ---------------------------- |
| Едмундсон 36'     | Протокол(англ.) | Маколі 12', 71' Лафферті 75' |

| Торсволлюр, Торсгавн Арбітр: Фелікс Цваєр (Німеччина) |

| 4 вересня 2015 20:45 (21:45 UTC+1) |

| Греція | 0 – 1           | Фінляндія      |
| ------ | --------------- | -------------- |
|        | Протокол(англ.) | Пог'янпало 75' |

| Караїскакіс, Пірей Арбітр: Сергій Бойко (Україна) |

| 4 вересня 2015 20:45 (20:45 UTC+2) |

| Угорщина | 0 – 0           | Румунія |
| -------- | --------------- | ------- |
|          | Протокол(англ.) |         |

| Групама Арена, Будапешт Арбітр: Фелікс Брих (Німеччина) |

| 7 вересня 2015 20:45 (21:45 UTC+3) |

| Фінляндія      | 1 – 0           | Фарерські острови |
| -------------- | --------------- | ----------------- |
| Пог'янпало 23' | Протокол(англ.) |                   |

| Олімпійський стадіон, Гельсінкі Арбітр: Марцін Борський (Польща) |

| 7 вересня 2015 20:45 (19:45 UTC+1) |

| Північна Ірландія | 1 – 1           | Угорщина   |
| ----------------- | --------------- | ---------- |
| К. Лафферті 90+3' | Протокол(англ.) | Гузміч 74' |

| Віндзор Парк, Белфаст Арбітр: Джюнейт Чакир (Туреччина) |

| 7 вересня 2015 20:45 (21:45 UTC+3) |

| Румунія | 0 – 0           | Греція |
| ------- | --------------- | ------ |
|         | Протокол(англ.) |        |

| Національний стадіон, Бухарест Арбітр: Олексій Кульбаков (Білорусь) |

| 8 жовтня 2015 20:45 (20:45 UTC+2) |

| Угорщина      | 2 – 1           | Фарерські острови |
| ------------- | --------------- | ----------------- |
| Беде 63', 71' | Протокол(англ.) | Якобсен 11'       |

| Групама Арена, Будапешт Арбітр: Роберт Шергенхофер (Австрія) |

| 8 жовтня 2015 20:45 (19:45 UTC+1) |

| Північна Ірландія            | 3 – 1           | Греція       |
| ---------------------------- | --------------- | ------------ |
| Девіс 35', 58' Мадженніс 49' | Протокол(англ.) | Аравідіс 87' |

| Віндзор Парк, Белфаст Арбітр: Бас Нейгуйс (Нідерланди) |

| 8 жовтня 2015 20:45 (21:45 UTC+3) |

| Румунія     | 1 – 1           | Фінляндія      |
| ----------- | --------------- | -------------- |
| Гобан 90+1' | Протокол(англ.) | Пог'янпало 67' |

| Національний стадіон, Бухарест Арбітр: Крейг Томсон (Шотландія) |

| 11 жовтня 2015 18:00 (17:00 UTC+1) |

| Фарерські острови | 0 – 3           | Румунія                      |
| ----------------- | --------------- | ---------------------------- |
|                   | Протокол(англ.) | Будеску 4', 45+1' Максім 83' |

| Торсволлюр, Торсгавн Арбітр: Іван Кружляк (Словаччина) |

| 11 жовтня 2015 18:00 (19:00 UTC+3) |

| Фінляндія  | 1 – 1           | Північна Ірландія |
| ---------- | --------------- | ----------------- |
| Араюрі 87' | Протокол(англ.) | Кеткарт 31'       |

| Олімпійський стадіон, Гельсінкі Арбітр: Сергій Карасьов (Росія) |

| 11 жовтня 2015 18:00 (19:00 UTC+3) |

| Греція                                           | 4 – 3           | Угорщина                     |
| ------------------------------------------------ | --------------- | ---------------------------- |
| Стафилідіс 5' Тахцидіс 57' Мітроглу 79' Коне 86' | Протокол(англ.) | Ловренчич 26' Немет 54', 76' |

| Караїскакіс, Пірей Арбітр: Іван Бебек (Хорватія) |

## Тур за туром
| Команда / Тур     | 01 | 02 | 03 | 04 | 05 | 06 | 07 | 08 | 09 | 10 |
| ----------------- | -- | -- | -- | -- | -- | -- | -- | -- | -- | -- |
| Північна Ірландія | 2  | 1  | 1  | 2  | 2  | 2  | 1  | 1  | 1  | 1  |
| Румунія           | 3  | 3  | 2  | 1  | 1  | 1  | 2  | 2  | 2  | 2  |
| Угорщина          | 5  | 4  | 4  | 3  | 3  | 3  | 3  | 3  | 3  | 3  |
| Фінляндія         | 1  | 2  | 3  | 4  | 4  | 5  | 4  | 4  | 4  | 4  |
| Фарерські острови | 6  | 6  | 6  | 5  | 5  | 4  | 5  | 5  | 5  | 5  |
| Греція            | 4  | 5  | 5  | 6  | 6  | 6  | 6  | 6  | 6  | 6  |

## Найкращі бомбардири
7 голів
- Кайл Лафферті

3 голи
- Гарет Маколі
- Йоель Пог'янпало

2 голи
- Стівен Девіс
- Пауль Папп
- Константін Будеску
- Богдан Станку
- Даніель Беде
- Кріштіан Немет
- Йоан Сімун Едмундссон
- Ріку Ріскі